# Allocosa samoana
Allocosa samoana är en spindelart som först beskrevs av Roewer 1951.  Allocosa samoana ingår i släktet Allocosa och familjen vargspindlar.
Artens utbredningsområde är Samoa. Inga underarter finns listade i Catalogue of Life.